# Olle i Skratthult
Karl Hjalmar Peterson, känd under artistnamnet Olle i Skratthult, född 7 februari 1886 i Munkfors, död 24 juni 1960 i Minneapolis, var en svenskamerikansk sångare och bondkomiker. 
Peterson blev efter ankomsten till USA 1906 en av svenskamerikanernas populäraste underhållare, och turnerade runtom i landet med allt från Värmlänningarna till kupletter och bondkomik.

## Biografi
Petersons far var murare vid Munkfors bruk och efter folkskolan blev Peterson murarhantlangare vid samma bruk. Genom brukets orkester och teatergrupp skaffade sig Peterson scenvana och började uppträda under namnet Olle i Skratthult. 1905 emigrerade han till USA, där han tog anställning som farmardräng i Shafer, men slog igenom som sångare och aktör på en lantbruksmässa i Willmar. 1909-1911 turnerade han i Sverige med svenskamerikanska kvartetter, och absorberade då Kalle Nämdemans och de andra inhemska bondkomikernas visor och manér. Efter att initialt uppträtt bland svenskar i Minnesota, började han turnera bland svenskbygder runtom i USA.
När hans "luffarkapell" var som störst med tjugotalet musiker, gjordes turnéerna med tre stora Dodgebilar. Man tillbringade endast en kväll på varje plats och kunde då som i Chicago samla 1 000 åskådare. I New York stannade man ett par extra dagar för att göra grammofoninspelningar. Olles insjungning av Nikolina av år 1917 såldes i 100 000 exemplar. Som sångare gjorde Peterson över 50 grammofoninspelningar mellan 1914 och 1929, och med sitt luffarkapell spelade han in omkring 20 melodier mellan 1927 och 1929. I svenskbygderna trodde man att det var Olle själv som diktat och komponerat Nikolina, som blev något av den svenskamerikanska bondkomikens nationalsång, men han varken skrev texter eller trakterade instrument. Varje år bevarar USA:s kongressbibliotek 25 ljudinspelningar som anses ha kulturhistoriskt värde, och för år 2020 invaldes skivan Nikolina.
Petersons storhet som artist låg inom sången, mimiken och historieberättandet. Erland Richter skrev om honom i tidningen Svea i Worcester: "Olle har en förmåga att se dum och klipsk ut i samma sekund, svordomen är honom främmande. Man märker att den finns i manuskriptet ibland, men aldrig på hans tunga. Och så sjunger han svenska visor. Han är ingen Caruso. Knappast en John Forsell. Men han är Olle. Och det räcker bra. Han har på senare tid ökat publikens munterhet emedan han numera själf håller sig allvarsam, när han säger något riktigt roligt."
Mellan 1917 och 1933 var han gift med sopranen Olga Lindgren, som var ensemblens stjärna under turnéerna. Under sex års tid turnerade han också tillsammans med kuplettsångaren Gustav Fonandern, men mot slutet av karriären drabbades Olle i Skratthult, förr nästan lika känd bland amerikasvenskarna som Charles Lindbergh, av dalande popularitet, orsakad av den ekonomiska depressionen, minskande publikunderlag (emigrationens avtynande) och att det inte längre var populärt att sjunga och tala på svenska (amerikaniseringstrycket). Artisten föll i misär och sökte sig till Frälsningsarmén, där han kunde fortsätta uppträda som frälsningssoldat.
I sitt andra äktenskap med Mora Grace Engebretson fick han två barn. Musikkarriären upphörde permanent efter hustruns bortgång 1949.
Olle i Skratthult finns representerad på Fridolf Rhudinmuseet i Munkfors.